# ひょうたんからコトバ
『ひょうたんからコトバ』は、2009年4月8日から2014年3月10日までNHK教育テレビ→NHK Eテレで放送された小学3 - 6年生向けの国語番組である。字幕放送に対応した。

## 概要
子どもたちが「豊かな言葉の使い手」になることを目指し、ことわざ・慣用句・故事成語などを取り上げ、これらの言葉が生まれた歴史や使い方を伝える内容である。本番組は、全体として、故事成語、ことわざ、俳句・短歌、日本語いろいろの4つのコーナーで構成されており、「ことわざ」のコーナーでは毎回様々なゲストが登場した。
2013年度をもって終了。後番組である『ことばドリル』が10分番組となるため、NHKの小学生向け国語番組としては最後の15分番組となった。

## 放送時間
| 期間     | 放送時間                               |
| -------- | -------------------------------------- |
| 2009年度 | 水曜日 9:00 - 9:15／金曜日 9:00 - 9:15 |
| 2010年度 | 金曜日 9:45 - 10:00                    |
| 2011年度 | 月曜日 9:15 - 9:30                     |
| 2012年度 | 月曜日 9:35 - 9:50                     |
| 2013年度 | 月曜日 9:40 - 9:55                     |

## 出演者
- が〜まるちょば
オープニング直後の「今日のテーマ」と「日本語いろいろ」に出演。言葉を用いないパントマイム主体のサイレントコメディーで演じる。
- ナレーター：うえだゆうじ

## 放送リスト
2010年度以降は2009年度放送分の再放送を行っていた。
| 回数 | サブタイトル | 初回放送日     | ゲスト         |
| ---- | ------------ | -------------- | -------------- |
| 1    | がんばる     | 2009年 4月 8日 | パパイヤ鈴木   |
| 2    | 1，2，3      | 2009年 4月22日 | 春風亭昇太     |
| 3    | 春           | 2009年 5月13日 | 矢口真里       |
| 4    | 書く         | 2009年 5月27日 | 柿沼康二       |
| 5    | 植物         | 2009年 6月10日 | マギー審司     |
| 6    | 食べ物       | 2009年 6月24日 | 舞の海秀平     |
| 7    | 旅           | 2009年 7月 8日 | 川平慈英       |
| 8    | 動物         | 2009年 8月19日 | 安田美沙子     |
| 9    | 伝説         | 2009年 9月 9日 | 髭男爵         |
| 10   | うっかり!    | 2009年 9月25日 | 冨永愛         |
| 11   | 宝           | 2009年10月 7日 | 西村知美       |
| 12   | ウソー!      | 2009年10月21日 | アンジャッシュ |
| 13   | びっくり!    | 2009年11月 4日 | 田中真弓       |
| 14   | 時間         | 2009年11月18日 | 高橋ジョージ   |
| 15   | 買い物       | 2009年12月 2日 | 北斗晶         |
| 16   | ラッキー     | 2010年 1月 6日 | 勝俣州和       |
| 17   | くらし       | 2010年1月27日  | カンニング竹山 |
| 18   | いっぱい!    | 2010年 2月10日 | 野口健         |
| 19   | 気にしない   | 2010年 2月24日 | 辻希美         |
| 20   | ともだち     | 2010年 3月10日 | ますだおかだ   |